# Katastrofa u Courrièresu
Katastrofa u Courrièresu  (fra. Catastrophe de Courrières) je naziv za eksploziju u rudniku ugljena na sjeveru Francuske koja se zbila 10. ožujka 1906. godine i izazvala smrt 1099 rudara, što je čini najgorom rudarskom nesrećom u povijesti Europe i drugom najgorom u povijesti svijeta (iza eksplozije u kineskom rudniku Benxihu 1942. godine).
Rudnikom je upravljala kompanija Compagnie des mines de houille de Courrières i bio je smješten u departmanu Pas-de-Calais, oko 220 km sjeverno od Pariza. U njemu je u 6:30 eksplodirala ugljena prašina. Uzrok eksplozije nikada nije utvrđen, iako postoje pretpostavke da bi mogao biti u korištenju svjetiljki s otvorenim plamenom, a od čega se zapalila ugljena prašina. Akcija spašavanja je počela već istog jutra, ali ju je značajno usporio nedostatak za nju izvježbanog ljudstva, kao i to da je dvije trećine svih rudara poginulo ili zarobljeno ispod zemlje. Tek dva dana kasnije su došli izvježbani spasioci iz Pariza i susjedne Njemačke. Na sam dan eksplozije je do površine uspjelo doći oko 600 rudara, od koji su mnogi bili teško ozlijeđeni. 30. ožujka je pronađena grupa od 13 preživjelih, a 4. travnja posljednji preživjeli. 
Katastrofa je duboko pogodila francusku javnost i izazvala humanitarne akcije za pomoć obiteljima nastradalih rudara, ali i kritike koje su upravi rudnika uputili socijalistički političari i aktivisti za radnička prava.

## Vanjske poveznice
- Centre historique minier de Lewarde  Arhivirana inačica izvorne stranice od 13. veljače 2006. (Wayback Machine)
- "Commemorating France’s Worst Mining Tragedy: 1099 Workers Perished to Profit the Bosses", članak iz L'Humanité